# Hans Hansen (dansk forfatter)
 Der er flere personer med dette navn, se Hans Hansen.
Hans Hansen (født 4. januar 1939 på Frederiksberg) er en dansk forfatter.
Han voksede op på Frederiksberg og tog lærereksamen ved Marselisborg Seminarium i Aarhus i 1963.
Han debuterede med en novellesamling, men han huskes især for sine efterfølgende børne- og ungdomsudgivelser. Især ungdomsromanen Vil du se min smukke navle? fik stor succes. Han har sidenhen været manuskriptforfatter på en lang række film og tv-produktioner.
Ud over sit formandskab hos Dansk Forfatterforening (fra 1985 til 1988) har han også været formand for Dansk Kunstnerråd samt i en kort periode for Selskabet for Børnelitteratur. Fra 1988 til 1997 var han ansat som filmkonsulent ved Det Danske Filminstitut, og siden 1997 har Hansen virket som producer for filmselskabet Zentropa.
Hans Hansen er aktiv i Alternativet, hvor han er bestyrelsesmedlem i Lokalforening Halsnæs. Ved kommunalvalget i 2017 var han opstillet til byrådet i Halsnæs Kommune, men blev ikke valgt ind.